# Jan Nepomuk Esterházy z Galanty
Jan Nepomuk Esterházy z Galanty (maďarsky galántai gróf Esterházy Nepomuk János, německy Johann Nepomuk Esterhazy de Galantha, 18. října 1754, Vídeň – 23. února 1840 tamtéž) byl uherský šlechtic z rodu Esterházyů. Působil jako hejtman Vesprémské župy.

## Život
Jan Nepomuk Esterházy z Galanty se narodil 18. října 1754 ve Vídni jako syn královského asesora a císařského komorníka Daniela Esterházyho z Galanty (1723/1724–1759) a jeho manželky Barbory Gyulaffyové. Po předčasné smrti obou jeho rodičů se jeho poručníky stali biskup Antonín Révay, hrabě Ladislav Cziráky a Emerich Eszterházy.
Jan Nepomuk vyrůstal v Trnavě, v deseti letech začal studovat na vídeňské jezuitské škole pod vedením historika Ference Pálmy. Poté dokončil studia na Tereziánské diplomatické akademii ve Vídni.
Dne 30. ledna 1782 se stal guvernérem Dolního Rakouska a od roku 1789 poradcem guvernéra Sedmihradska. 6. dubna 1792 byl jmenován hlavou okresů Hunyad a Zaránd. Dne 6. června 1795 byl jmenován tajným rádcem císaře. 
9. května 1813 byl pověřen vedením Veszprémské župy, měl však značné neshody s místní šlechtou, která se stavěla proti rakouské vládě a jejím představitelům.
Hrabě Jan Nepomuk Esterházy z Galanty zemřel 23. února 1840 ve Vídni a byl pohřben v Oslipu v Burgenlandsku.

### Manželství a potomstvo
Jan Nepomuk Esterházy se oženil s hraběnkou Anežkou Bánffyovou (1756–1831), dámou Řádu hvězdového kříže. Manželé měli dvanáct dětí, mezi nimi: 
- Alois Fidel (1780–1868), podplukovník císařské armády, komorní a mecenás umění, manžel hudebnice Johany Esterházyové, rozené Batthyányové.
- Michael (1783–1874), politik
- Marie Anna (1786–1821) se provdala za římského šlechtice Alessandra Ruspoliho, IV. knížete z Cerveteri, který pojmenoval svého prvorozeného syna Jan Nepomuk po svém tchánovi.
- Denis (1789–1862)

Manželka Jana Nepomuka Anežka zemřela v roce roku 1831 ve Vídni po epidemii cholery, která ve městě vypukla. 

## Mecenáš umění
Jan Nepomuk Esterházy byl vášnivým sběratelem a mecenášem umění. Od mládí se věnoval numismatice, sbíral vzácné uherské mince, včetně exempláře velmi vzácného jiřského denáru Jiřího I. Rákócziho a tří pamětních mincí Františka Rákócziho a Dániela Waroua (1674 -?). Po jeho smrti byla jeho velkolepá sbírka věnována muzeu v Kluži.
Byl také vášnivým archeologem, a ačkoli sám nikdy neprováděl žádné vykopávky přímo v terénu, měl ve své sbírce několik římských bronzových kol, která se dnes nacházejí v Národním muzeu v Budapešti. Jeho rozsáhlá sbírka zahrnovala také četné historické listiny, rukopisy a staré maďarské knihy.
V roce 1800 přispěl darem 4 000 uherských forintů na založení Accademie Ludovica.
Byl jedním z hlavních zastánců hudby Wolfganga Amadea Mozarta ve Vídni a Maďarsku a stejně jako on byl svobodným zednářem.